# Morimondo
Morimondo ist eine italienische Gemeinde mit 1010 Einwohnern (Stand 31. Dezember 2023) in der Metropolitanstadt Mailand in der Region Lombardei.
Die Nachbargemeinden von Morimondo sind Abbiategrasso, Abbiategrasso, Vermezzo con Zelo, Gudo Visconti, Ozzero, Rosate, Vigevano (PV), Bubbiano, Casorate Primo (PV) und Besate.
Morimondo ist Geburtsort des Erzbischofs und Diplomaten Luigi Arrigoni.
Morimondo ist Mitglied der Vereinigung I borghi più belli d’Italia (Die schönsten Orte Italiens).

## Bevölkerungsentwicklung
Morimondo zählt 449 Privathaushalte. Zwischen 1991 und 2001 stieg die Einwohnerzahl von 1090 auf 1134. Dies entspricht einem prozentualen Zuwachs von 4,0 %.

## Sehenswürdigkeiten
- das ehemalige Zisterzienserkloster Kloster S. Maria von Morimondo